# Villagroy
Villagroy es una localidad española perteneciente al municipio de Corullón, en la provincia de León, comunidad autónoma de Castilla y León.

## Geografía

### Ubicación
| Noroeste: Moral de Valcarce | Norte: Dragonte | Noreste: Villafranca del Bierzo |
| Oeste: Cadafresnas          |                 | Este: Vilela                    |
| Suroeste Viariz             | Sur: Viariz     | Sureste: Corullón               |

## Demografía
Evolución de la población
| Gráfica de evolución demográfica de Villagroy entre 2000 y 2017    |
|                                                                    |
| Población de derecho (2000-2017) según el padrón municipal del INE |